# Georg Eduard Rindfleisch
Georg Eduard von Rindfleisch (Köthen, 15 dicembre 1836 – Würzburg, 1908) è stato un patologo tedesco.
Studiò medicina a Würzburg, a Berlino e a Heidelberg, conseguendo il dottorato nel 1859. Dopo aver ottenuto la laurea è stato assistente di Rudolf Virchow, a Breslavia (1862). In seguito ha ricoperto il ruolo di insegnante a Zurigo e a Bonn, nel 1874 e raggiunse la cattedra di patologia presso l'Università di Würzburg.
È stato uno dei proponenti di una prima teoria vascolare per la sclerosi multipla, teoria formulata dopo aver notato, nel 1863, che le infiammazioni associate alle lesioni erano distribuite attorno alle vene. Questi studio furono la base per i successivi lavori di Tracy Putnam sulla teoria vascolare della sclerosi multipla.
Rindfleisch è ricordato per il suo lavoro nel campo della istologia. Fu, inoltre, uno dei principali sostenitori della ricerca scientifica del "neo-vitalismo".

## Opere principali
- Lehrbuch der patologischen Gewebelehre. Engelmann, Leipzig 1867.
- Die Elemente der Pathologie: ein natürlicher Grundriss der wissenschaftlichen Medicin. Engelmann, Leipzig 1883.
- Ärztliche Philosophie: Festrede zur Feier des 306. Stiftungstages der Königlichen Julius-Maximilians-Universität. Hertz, Würzburg 1888.